# Indicatifs régionaux 601 et 769

Carte de l'État du Mississippi avec ses indicatifs régionaux.

Les indicatifs régionaux 771431490sont les indicatifs téléphoniques régionaux qui desservent la moitié sud de l'État du Mississippi aux États-Unis, à l'exception de la côte du golfe du Mexique.
Les indicatifs régionaux 601 et 769 font partie du plan de numérotation nord-américain.

## Principales villes desservies par les indicatifs
- Bolton
- Brandon
- Braxton
- Brookhaven
- Canton
- Carthage
- Clinton
- Columbia
- Columbia
- Crystal Springs
- Decatur
- Edwards
- Florence
- Flowood
- Forest
- Hattiesburg
- Hazlehurst
- Jackson
- Laurel
- Lucedale
- Lumberton
- Madison
- Magee
- McComb
- Mendenhall
- Meridian
- Monticello
- Mount Olive
- Morton
- Natchez
- Newton
- Ovett
- Pearl
- Pelahatchie
- Petal
- Philadelphia
- Picayune
- Poplarville
- Port Gibson
- Prentiss
- Puckett
- Purvis
- Quitman
- Raleigh
- Raymond
- Richland
- Ridgeland
- Terry
- Tylertown
- Utica
- Vicksburg
- Washington
- Waynesboro
- Wesson
- Wiggins

## Historique des indicatifs régionaux de l'État du Mississippi
L'indicatif 601 est l'un des indicatifs originaux du Plan de numérotation nord-américain. En 1947, l'indicatif couvrait tout l'État du Mississippi.
En 1997, une première scission de l'indicatif 601 a créé l'indicatif 228. L'indicatif 601 a continué à desservir la majorité de son territoire original alors que l'indicatif 228 desservait la côte du golfe du Mexique.
En 1999, une seconde scission de l'indicatif 601 a créé l'indicatif 662. L'indicatif 601 a été réduit à la moitié sud de son territoire antérieur alors que l'indicatif 662 desservait la moitié nord de l'État du Mississippi.
En 2005, l'indicatif 769 a été créé par chevauchement de l'indicatif 601.